# جرج بچلر
جرج کِیث بچلر (به انگلیسی: George Batchelor) همکار انجمن سلطنتی (۸ مارس ۱۹۲۰ – ۳۰ مارس ۲۰۰۰) و یک ریاضیدان و دینامیک سیالات‌دان استرالیایی بود. بچلر سال‌های سال صاحب کرسی استادی در رشته ریاضیات کاربردی در دانشگاه کمبریج بود و خود او از جمله مؤسسان گروه ریاضیات کاربردی و فیزیک نظری دانشگاه کمبریج (DAMTP) به‌شمار می‌رود. در سال ۱۹۵۶ بچلر «مجله مکانیک سیالات - Journal of Fluid Mechanics» را که هم‌اکنون از جمله تأثیرگذارترین مجلات این زمینه به‌شمار می‌رود، به راه انداخت و تا سال‌ها در همین مجله مشغول به فعالیت و ویرایش مقالات بود. بچلر پیش از پیوستن به دانشگاه کمبریج، در دبیرستان ملبورن تحصیل می‌کرد. در سال ۱۹۵۹ نیز جرج بچلر به عنوان یک عضو خارجی به فرهنگستان هنر و دانش آمریکا درآمد.
به عنوان یکی از شاخص‌ترین ریاضیدانان کاربردی (و به عنوان کسی که سال‌ها در دانشگاه کمبریج به عنوان همکار با سر جی.آی. تیلور مشغول به تحقیق در زمینه جریان آشفته سیالات بود)، بچلر را می‌توان در زمره حامیان پروپاقرص روش‌های تجربی و تکیه بر مبانی اساسی فیزیکی قلمداد کرد.
کتاب مشهور «مقدمه‌ای بر دینامیک سیالات - An Introduction to Fluid Dynamics» که در سال ۱۹۶۷ انتشار یافت همچنان از جمله منابع کلاسیک در زمینه مکانیک سیالات به‌شمار می‌رود و با توجه به تقاضای بالای جامعه علمی تاکنون بارها توسط کتابخانه ریاضیات دانشگاه کمبریج تجدید چاپ شده‌است. بر خلاف اسم این کتاب که در نگاه اول خود را به عنوان کتابی مقدماتی در زمینه مکانیک سیالات معرفی می‌کند، باید اذعان داشت که این کتاب دربردارنده مطالبی بسیار غنی در زمینه جریان سیالات لزج است و ویژگی‌های این نوع جریان‌ها به‌طور کامل در این کتاب بیان شده‌اند.
به پاس احترام به تلاش‌ها و زحمات جرج بچلر، جایزه بچلر هر چهار سال یک بار طی کنگره جهانی مکانیک نظری و کاربردی به بهترین دستاوردها در زمینه مکانیک سیالات اهدا می‌شود و این جایزه در این حیطه یکی از معتبرترین جوایز تحقیقاتی است.